# 埃斯蒂萨克
埃斯蒂萨克（法語：Estissac，法語發音：[ɛstisak]）是法国奥布省的一个市镇，位于该省中部偏南，属于特鲁瓦区和特鲁瓦香槟都会城市圈公共社区，其市镇面积为25.66平方公里，2022年1月1日时人口数量为1,797人。
埃斯蒂萨克是特鲁瓦香槟都会城市圈公共社区的组成部分，位于特鲁瓦市区以西大约14公里。

## 行政
埃斯蒂萨克的邮政编码为10190，INSEE市镇编码为10142。

## 地理

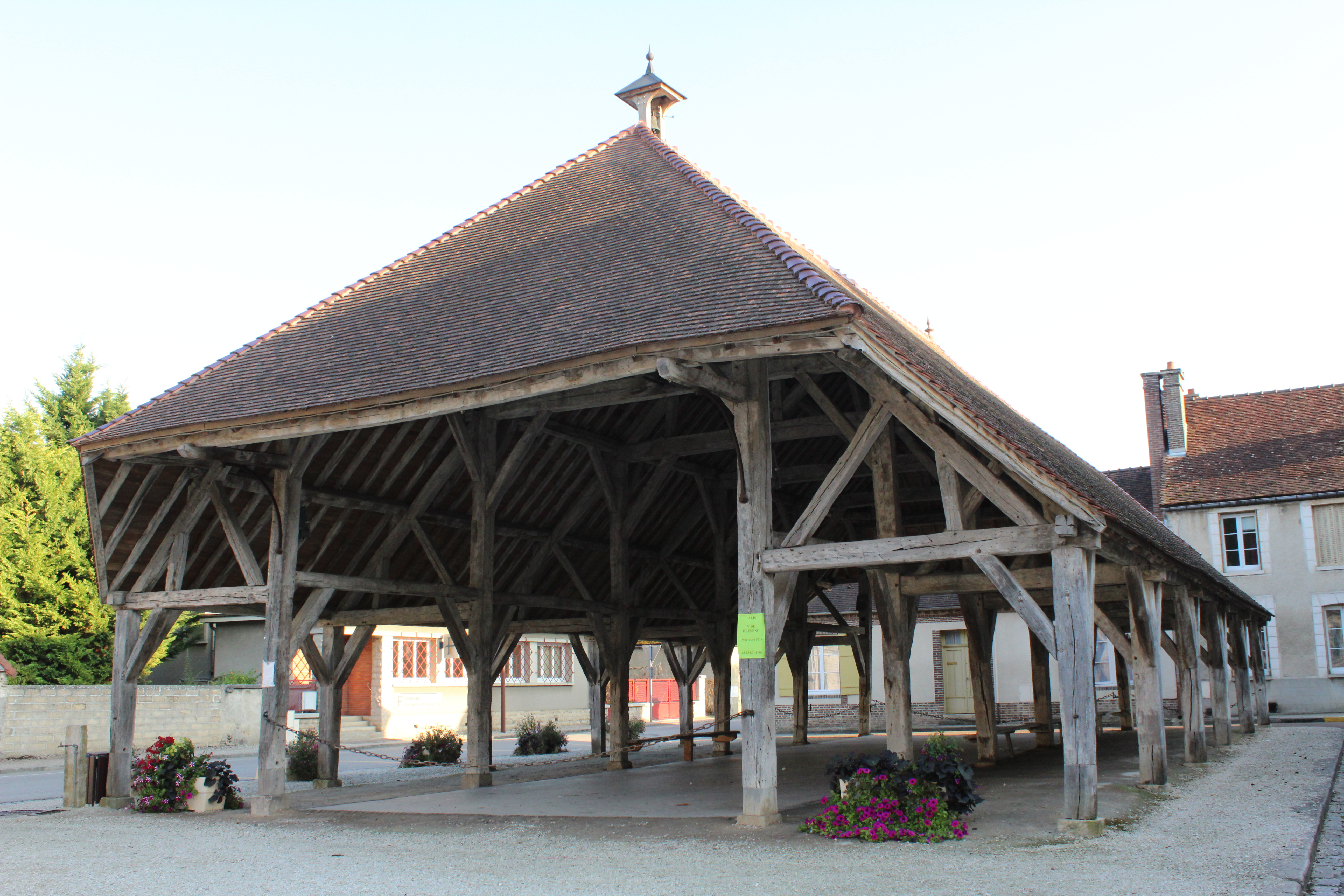
埃斯蒂萨克集市

埃斯蒂萨克（48°16'9"N, 3°48'22"E）位于法国中北部偏东，大东部大区西南部和奥布省中部偏西。
与埃斯蒂萨克接壤的市镇包括：奥特地区比塞、谢讷日、迪耶雷圣于连、梅尼勒圣卢、瓦讷河畔讷维尔、奥特地区维勒穆瓦龙。
埃斯蒂萨克属于塞纳河流域，瓦讷河流经境内，全境地势平坦。
按照柯本气候分类法，埃斯蒂萨克属于温带海洋性气候，全年温差较小，降水分布均匀。

## 历史
埃斯蒂萨克最初记载于公元12世纪，历史上长期为一普通村落，18世纪初当地领主曾建有城堡，法国大革命后成为市镇。

## 交通
法国A5号高速公路经过境内但未设出入口。奥布省省道D23线、D31线、D34线和D660线经过埃斯蒂萨克镇中心。

## 政治
现任埃斯蒂萨克市长为安妮·迪谢纳（Annie Duchêne），她是共和党的一名成员。

## 人口
| 年份   | 1936  | 1946  | 1954  | 1962  | 1968  | 1975  | 1982  | 1990  | 1999  | 2006  | 2007  | 2008  | 2013  | 2017  |
| ------ | ----- | ----- | ----- | ----- | ----- | ----- | ----- | ----- | ----- | ----- | ----- | ----- | ----- | ----- |
| 人口數 | 1,789 | 1,659 | 1,651 | 1,685 | 1,740 | 1,761 | 1,757 | 1,611 | 1,724 | 1,783 | 1,790 | 1,796 | 1,902 | 1,855 |

## 社会
埃斯蒂萨克境内建有一处足球场和一处消防站，市区北部设有工业区。

## 建筑
埃斯蒂萨克蒂西圣卢教堂（Église Saint-Loup de Thuisy）是法国国家文物保护单位。